# Šmarje (Ajdovščina)
Šmarje (Duits: Weinstegen) is een plaats in Slovenië en maakt deel uit van de gemeente Ajdovščina in de NUTS-3-regio Goriška. De plaats telde 197 inwoners op 1 januari 2020.

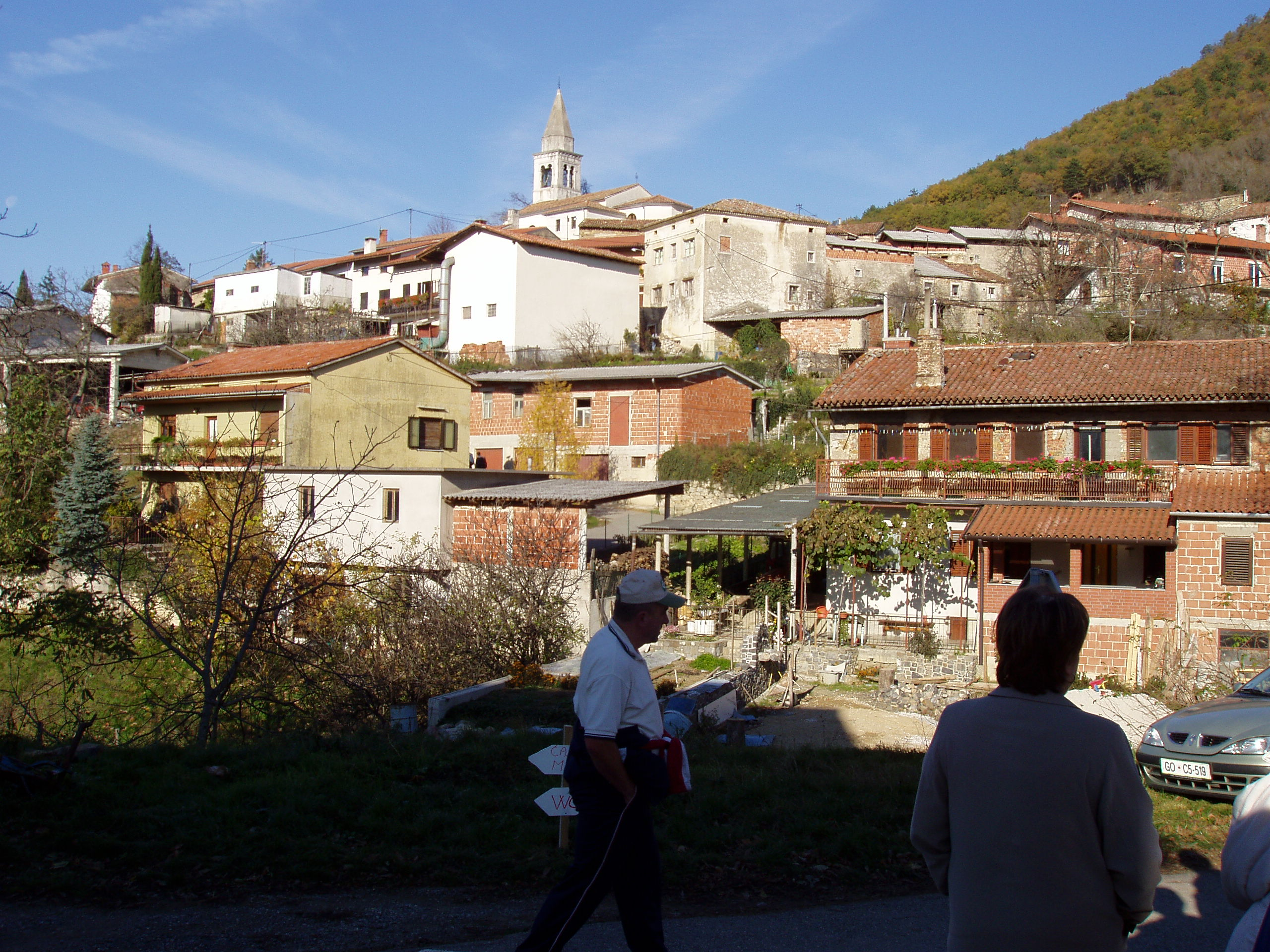
Dorpsaanzicht